# 22-я армия (СССР)
22-я армия (22 А) — объединение Рабоче-крестьянской Красной армии (РККА) Вооружённых сил СССР в годы Великой Отечественной войны.
22-я армия во время Великой Отечественной войны гвардейского статуса не имела. Расформирована в сентябре 1945 года.

## Боевой путь

### Формирование, начало боевого пути
22-я армия была сформирована в июне 1941 года на базе управления и дивизий Уральского военного округа (УрВО) в составе управления армии и двух стрелковых корпусов (51-й ск, 62-й ск), включавших корпусные управления и шесть стрелковых дивизий (51-й ск в составе 98-й, 112-й, 153-й дивизий; 62-й ск в составе 170-й, 174-й, 186-й дивизий), а также частей армейского подчинения.
Командование армией было поручено бывшему командующему войсками УрВО генерал-лейтенанту Ф. А. Ершакову.
Начальник штаба округа генерал-майор Г. Ф. Захаров стал начальником штаба армии, а часть личного состава штаба УрВО пошла на формирования штаба армии. Начальники артиллерии, инженерных войск, связи, разведки, начальники всех отделов и управлений округа заняли должности в службах и отделах армии.
13 июня 1941 года все формирования армии получили директиву на перемещение в Западный особый военный округ (ЗапОВО). Передислокация проходила в условиях строгой секретности — адреса нового расквартирования командирам дивизий были сообщены только при проезде через Москву.
К началу войны в ЗапОВО прибыли только три стрелковые дивизии: 98-я, 112-я и 186-я.
В итоге часть формирований армии не была укомплектована до штатной численности личным составом, вооружением, конной тягой, военной техникой, так в армии было немногим более сотни танков (из них Т-34-76 всего 15 единиц) и 698 орудий (в том числе 226 пушек калибра 45 мм).
25 июня 1941 года 22-я армия вошла в состав группы армий Резерва ГК (Второй Стратегический эшелон РККА).

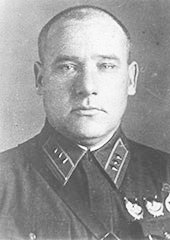
Командующий 22-й армии
генерал-лейтенант Ершаков Филипп Афанасьевич

Но, уже 26 июня 1941 года 112-я стрелковая дивизия под командованием полковника Копяка И. А., первой из состава армии, вступает в бой с немецкими частями на своем правом фланге западнее Краславы, имея оборонительный рубеж по реке Западная Двина от Краславы (Латвия) до района северо-западнее Дриссы.
За город Краслава развернулись ожесточённые бои.
И только к исходу суток 3 июля, в связи с отходом примыкавших на правом фланге частей Северо-Западного фронта, 112-я стрелковая дивизия в соответствии с приказом командующего 51-м стрелковым корпусом стала отходить на оборонительный рубеж по реке Сарьянка (северо-западнее города Полоцк).
К 29 июня 1941 года 22-я армия заняла оборону в Себежском укреплённом районе (УРе), а также — по рубежу Краслава — Дрисса — Дисна вдоль реки Западная Двина, далее — в Полоцком укрепрайоне и по рубежу (вдоль Западной Двины) Усвица — Улла — Бешенковичи — Гнездилово, левым флангом — юго-западнее и южнее города Витебск по линии Гнездилово — станция Сосновка — станция Крынки. Причём, УРы оказались недооборудованными до уровня утвержденных проектов.
Граница с Северо-Западным фронтом проходила по пунктам Краслава, Дагда, Опочка (иск.). Командный пункт армии располагался у города Невель.
Линия фронта армии представляла собой дугу, выгибающуюся вдоль реки Западная Двина в сторону продвигающихся немецких войск. Оборонительный рубеж был выгоден для ведения боёв, но в то же время полоса обороны имела значительную длину по фронту (более 250 километров). На каждую стрелковую дивизию в среднем приходилось более 40 км полосы обороны.
2 июля 1941 года 22-я армия из войск Второго Стратегического эшелона РККА передаётся в состав Западного фронта.

### Участие в Смоленском сражении
3 июля немецкая 19-я танковая дивизия 57-го моторизованного корпуса неожиданно выходит к городу Дисна в 40 километрах северо-западнее Полоцка и в этом районе захватывает плацдарм на правом (северном) берегу реки Западная Двина. Оборону здесь держала 98-я стрелковая дивизия (командир генерал-майор Гаврилов М. Ф.) 51-го стрелкового корпуса.
В этот день начинаются активные боевые действия в предполье Полоцкого укрепрайона на южном берегу реки Западная Двина, где с юго-запада к Полоцку продвигалась немецкая 18-я моторизованная дивизия 57-го моторизованного корпуса. Здесь в оборонительные бои вступила 174-я стрелковая дивизия под командованием комбрига Зыгина А. И.
6 июля начались бои в полосе Себежского укрепрайона, где стала наступать моторизованная дивизия СС «Мёртвая голова», приданная 56-му моторизованному корпусу. Здесь оборону держала 170-я стрелковая дивизия под командованием генерал-майора Силкина Т. К.
6 июля немецко-фашистские войска входят в непосредственное соприкосновение с войсками 22-й армии по всей полосе обороны армии.
Против 6 дивизий 22-й армии, часть из которых была неполного состава, наступало 16 полностью укомплектованных немецких дивизий (десять пехотных, три танковых и три моторизованных дивизии).
Немецкое командование начинает проводить мероприятия по окружению и уничтожению войск 22-й армии, планируя основной удар в центре её обороны, с плацдарма в районе Дисны на Борковичи, Дретунь и далее на Невель силами 57-го моторизованного корпуса 3-й танковой группы, а также охватывающие удары по правому (севернее Себежского укрепрайона) и левому (в направлении на Витебск) флангам армии.
Фактически начиналось Смоленское сражение предвестник Московской оборонительной операции.
7 июля — 9 июля кровопролитные бои развернулись на Дисненском плацдарме. Основная их тяжесть пришлась на подразделения 98-й и частично 112-й, 174-й стрелковых дивизий. Здесь в боях был смертельно ранен командир 126-й стрелковой дивизии генерал-майор Кузнецов М. А., выбыли из строя два командира полка, начальник штаба дивизии.
Немецкие войска наносили удары с плацдарма в северо-западном и северном направлениях подразделениями 14-й моторизованной дивизии (была дополнительно придана 57-му корпусу), в северо-восточном направлении подразделениями 19-й и 12-й танковых дивизий 57-го моторизованного корпуса.
В восточном направлении на Полоцк вдоль северного берега реки Западная Двина продвигался немецкий 23-й армейский корпус 16-й армии, включавший усиленные танками 206-ю и 86-ю пехотные дивизии.
Оборонительные бои на плацдарме продолжались вплоть до 13 июля. Немецкое командование оперативно наращивало здесь силы и упорно стремилось расширить плацдарм, понимая его оперативную ценность. Командование 51-го стрелкового корпуса 22-й армии, будучи ограничено в резервах и имея малое количество техники, контратаками пыталось ликвидировать плацдарм.
Утром 8 июля противник силами 56-го моторизованного корпуса перешёл в наступление и на правом фланге обороны 22-й армии, нанося удар в стык с 27-й армией (Северо-Западного фронта) по обороне 170-й стрелковой дивизии. 12 июля линия обороны Себежского укрепрайона противником была прорвана.
В этот же день, 8 июля, немецкие войска на левом фланге армии прорывают оборону 186-й стрелковой дивизии (командир генерал-майор Бирюков Н. И.) 62-го стрелкового корпуса и форсируют реку Западная Двина в районе города Улла в 65 километрах западнее Витебска.
Дивизии 39-го моторизованного корпуса 3-й танковой группы противника на следующий день продвигаются к городу Городок, расположенному в 35 километрах севернее Витебска и к самому Витебску (см. Витебское сражение).
Первоначально полоса обороны 22-й армии включала Себежский УР, Полоцкий УР и проходила вдоль реки Западная Двина до города Витебск (включительно). После передачи 19-й армии в состав Западного фронта (2 июля) задача обороны Витебска должна была перейти к ней. Но, только 9 июля первые части 19-й армии начали прибывать в назначенные районы Смоленска, Рудни, Витебска, когда обстановка на фронте необратимо ухудшилась.
С юго-запада и юга оборону города Витебск держала 153-я стрелковая дивизия (командир полковник Гаген Н. А.) 62-го стрелкового корпуса. С 5 по 10 июля дивизией остановлены фронтальные удары немецких частей 39-го моторизованного корпуса, в частности, вдоль дороги Бешенковичи — Витебск. 8 июля — 10 июля в результате фланговых ударов вдоль шоссе Шумилино — Витебск и Сенно — Богушевск — Витебск противнику удаётся окружить дивизию. К исходу суток 10 июля немецкие части вдоль автодорог из Городка и Шумилино врываются в город Витебск. 11 июля — 16 июля 153-я стрелковая дивизия пробивается из окружения и утром 17 июля соединяется с частями армии.

Смоленское сражение (1941).
Положение на 10 — 18 июля 1941 года

112-я стрелковая дивизия 51-го стрелкового корпуса после кровопролитных боёв под Краславой упорно сдерживает удары немецкого 2-го армейского корпуса, имевшего в своём составе 12-ю, 121-ю и 32-ю пехотные дивизии, в районах севернее Полоцкого укрепрайона последовательно на рубежах по реке Сарьянка (здесь бои идут с 5 по 9 июля), затем по реке Свольня, по реке Нища и далее, отходя только в соответствии с приказами командования корпуса в общем направлении на Невель.
13 июля немецкий 57-й моторизованный корпус 3-й танковой группы начинает наступление с Дисненского плацдарма в направлении на Невель и прорывается к Дретуни. А уже 15 июля 19-я танковая дивизия захватывает Невель.
В итоге оборона 22-й армии оказалась рассечена пополам, а 51-й и 62-й стрелковые корпуса далее действовали изолированно друг от друга (см. Смоленское сражение (1941)).
15 июля дивизии немецкого 23-го армейского корпуса, наступавшие на Дисненском плацдарме в направлении на Полоцк, прорывают оборону северного сектора (на северном берегу реки Западная Двина) Полоцкого укрепрайона, где оборонялись части 174-й стрелковой дивизии.
С юго-запада в этот же день к Полоцку пробиваются части немецкого 6-го армейского корпуса, сменившие убывшую в район Городка 18-ю моторизованную дивизию.
И в ночь на 16 июля 174-я стрелковая дивизия, стойко оборонявшаяся в Полоцком укрепрайоне, во избежание полного окружения в соответствии с приказом командования армии оставляет Полоцкий укрепрайон и город Полоцк (см. Полоцкая оборона (1941)).
18 июля западнее Невеля замыкается кольцо окружения вокруг 51-го стрелкового корпуса армии. И в окружении северо-западнее Невеля оказались 112-я и 98-я стрелковые дивизии. Из окружения удалось выйти менее 1/3 личного состава дивизий.
Юго-западнее Невеля в тактическом окружении оказался 62-й стрелковый корпус. Частям корпуса с боями в течение 19 июля — 21 июля удалось выйти из окружения.
Таким образом, в 20-х числах июля основные силы 22-й армии отходят, а какие-то части и подразделения прорываются из окружения.
Командующий немецкой 3-й танковой группы генерал Герман Гот в своих мемуарах отметил:

«Настроение главнокомандующего сухопутными войсками 21 июля было подавленным. Так же и начальнику генерального штаба перспективы на достижение сколько-нибудь значительного успеха в этой битве не казались блестящими. Из кольца окружения под Невелем, на создание которого бросили так много сил и средств, ускользнуло значительное количество русских войск. Великие Луки, оперативное значение которых ОКХ понимало лучше, чем Группа армий „Центр“, пришлось оставить.»
К 27 июля 22-я армия закрепилась на оборонительном рубеже верхнее течение реки Ловать — Великие Луки — озеро Двинье, который удерживала до конца августа 1941 года.

#### Оценка действий армии в Смоленском сражении
В боях на Смоленском направлении шесть дивизий 22-й армии оборонялись на фронте протяжённостью около 280 км. Армия не имела ни авиации, ни зенитной артиллерии. Несмотря на тяжёлые условия, армия сорвала попытки противника обойти левый фланг Северо-Западного и правый фланг Западного фронтов.
Действия 22-й армии были отмечены и противником. Командующий 3-й танковой группы генерал Герман Гот в мемуарах о летних боях под Смоленском писал:

«Русские, видимо, ещё не могут организовать твёрдое управление своими войсками. Лишь в Полоцке находился способный руководитель.»

Эти слова могли относиться как к командующему армией Ф. А. Ершакову, так и к находившемуся в армии заместителю командующего Западным фронтом генерал-лейтенанту А. И. Ерёменко.

### Великолукское сражение
22 августа 1941 года немецкая группа Штумме (23-й армейский и 57-й мотокорпус) начала наступление, к 24 августа окружила основные силы 22-й армии в районе Великих Лук и разгромила их. Согласно отчёту командования 22-й армии, оно потеряло управление армией 25 августа и вышло из окружения только 5 сентября. 28 августа новым командующим армией назначен генерал-майор В. А. Юшкевич. Из 71,5 тыс. личного состава к концу августа в немецком плену оказались 34 тыс. солдат и офицеров. В начале сентября новая полоса обороны 22-й армии находилась в районе Андреаполя.

### Участие в Московской и Ржевской битвах
В октябре 1941 года в составе Западного фронта 22-я армия обороняется на Осташковском направлении.
С 17 октября 1941 года 22-я армия в составе Калининского фронта участвует в Калининской оборонительной операции, рубеж обороны проходил юго-западнее города Ржев.
С января 1942 года по март 1943 года 22-я армия принимает участие в многочисленных оборонительно-наступательных операциях, получивших общее название «Ржевская битва».

### Участие в боевых действиях в 1943—1945 годах
В 1943 году 22-я армия с 21 апреля в составе Северо-Западного фронта, затем с 13 октября Прибалтийского (с 20 октября — 2-й Прибалтийский) фронта, вела оборонительные бои на реке Ловать на участке Холм — Великие Луки.
В январе — феврале 1944 года 22-я армия, нанося удары на идрицком направлении, в составе 2-го Прибалтийского фронта участвовала в Ленинградско-Новгородской наступательной операции.
Летом и осенью 1944 года армия принимала участие в Старорусско-Новоржевской, Режицко-Двинской и Рижской наступательных операциях, в ходе которых во взаимодействии с другими армиями и фронтовой авиацией успешно выполнила поставленные задачи по разгрому вражеских войск и освобождению ряда районов советской Прибалтики. В числе первых вступили на родную землю воины латышского 130-го стрелкового корпуса, входившего в состав армии.
С октября 1944 года до апреля 1945 года 22-я армия вместе с другими войсками фронта осуществляла блокаду Группы армий «Север» (с 26 января 1945 года Группа армий «Курляндия») на Курляндском полуострове.
В начале апреля 22-я армия передана в состав Ленинградского фронта, откуда 22 апреля выведена в резерв Ставки ВГК, где находилась до Победы над Германией.
За боевые подвиги и образцовое выполнение боевых заданий командования десятки тысяч воинов 22-й армии были награждены орденами и медалями. Ряд соединений и частей удостоены правительственных наград и почётных наименований.
В мае 1945 года, в связи с завершением боевых действий, армию перебросили в Румынию, но оттуда уже в июне 1945 года начался её вывод в состав Одесского военного округа. При этом в связи с сокращением воинских формирований в Действующей армии, началось расформирование армии. В сентябре 1945 года оно было завершено, а управление (штаб) армии направлено на формирование управления Таврического военного округа.

## Боевой состав
| - 51-й стрелковый корпус (генерал-майор А. М. Марков) - 112-я стрелковая дивизия (полковник И. А. Копяк) - 98-я стрелковая дивизия (генерал-майор М. Ф. Гаврилов) - 174-я стрелковая дивизия (комбриг А. И. Зыгин) - 62-й стрелковый корпус (генерал-майор И. П. Карманов) - 170-я стрелковая дивизия (генерал-майор Т. К. Силкин) - 186-я стрелковая дивизия (генерал-майор Н. И. Бирюков) - 153-я стрелковая дивизия (полковник Н. А. Гаген) - 336 и 545 кап, 273 озад Состав 22-й армии в течение июля 1941 года подвергался изменениям. Так, 2 июля в её состав была включена 126 сд, 3 июля — 179 сд (образовала армейский резерв, дислоцированный в районе г. Невель), 8 июля — 214 сд. | - 51-й стрелковый корпус (генерал-майор А. М. Марков) - 170-я стрелковая дивизия (генерал-майор Т. К. Силкин) - 112-я стрелковая дивизия (полковник И. А. Копяк) - 98-я стрелковая дивизия (полковник М. С. Евсюков) - 62-й стрелковый корпус (генерал-майор И. П. Карманов) - 126-я стрелковая дивизия (полковник Е. В. Бедин) - 174-я стрелковая дивизия (комбриг А. И. Зыгин) - 186-я стрелковая дивизия (генерал-майор Н. И. Бирюков) - Штаб 29-го стрелкового корпуса (генерал-майор А. Г. Самохин) - В подчинении штаба армии - 214-я стрелковая дивизия (генерал-майор А. И. Розанов) - 48-я танковая дивизия (полковник Д. Я. Яковлев) - 179-я стрелковая дивизия (полковник А. И. Устинов) - 50-я стрелковая дивизия (полковник А. А. Борейко) |

| - 29-й стрелковый корпус (генерал-майор А. Г. Самохин) - 126-я стрелковая дивизия (полковник Е. В. Бедин) - 179-я стрелковая дивизия - 214-я стрелковая дивизия (генерал-майор А. И. Розанов) - 51-й стрелковый корпус (генерал-майор А. М. Марков) - 98-я стрелковая дивизия (полковник М. С. Евсюков) - 112-я стрелковая дивизия (полковник И. А. Копяк) - 170-я стрелковая дивизия (генерал-майор Т. К. Силкин) - 62-й стрелковый корпус (генерал-майор И. П. Карманов) - 174-я стрелковая дивизия (комбриг А. И. Зыгин) - 186-я стрелковая дивизия (генерал-майор Н. И. Бирюков) - В подчинении штаба армии - 256-я стрелковая дивизия (генерал-майор С. А. Иванов) - 48-я танковая дивизия (полковник Д. Я. Яковлев) | - 126-я стрелковая дивизия (полковник Е. В. Бедин) - 133-я стрелковая дивизия (генерал-майор В. И. Швецов) - 174-я стрелковая дивизия (полковник П. Ф. Ильиных) - 179-я стрелковая дивизия (комбриг Н. И. Кончиц) - 186-я стрелковая дивизия (полковник А. П. Пилипенко) - 256-я стрелковая дивизия (генерал-майор С. Г. Горячев) - 56, 390, 545 кап, 301, 360 гап РВГК, 11 оминб, 183, 397 озад - 113, 114, 115 миб, 22, 39, 251 оиб - 31 отдельный полк связи (полковник Ф. И. Стельмаков, майор К. П. Колбасов) |

| - Отдельный запасной батальон аэродромного обслуживания 22-й армии (в составе Действующей армии с 8 марта 1942 года до 4 апреля 1942 года), переформирован в 833-й отдельный батальон аэродромного обслуживания 4 апреля 1942 года. | - 833-й отдельный батальон аэродромного обслуживания |

| - Стрелковые части: 8 гв. сд, 33 сд, 117 сд, 150 сд, 46 сбр, 54 сбр, 74 сбр, 75 сбр, 78 сбр, 91 сбр, 45 лбр - Артиллерийские части: 38 гв. ап, 83 гв. ап, 270 ап, 385 ап, 440 гап, 613 гап, 1198 гапбм, 171 иптап, 699 иптап, 617-й отдельный армейский разведывательный артиллерийский дивизион , штаб бат. 2 гв.ск, штаб бат. 6 ск - Миномётные части: 24 мп, 43 мд, 106 мд, 561 мп, 562 мп, 563 мп - Бронетанковые части: 81 ТБР, 170 ОТБ, 515 огнём. ТБ - Инженерные части: 107 ОСБ, 184 дор. стр. б-н, 352 инж. б-н, 903 инж. б-н, 4 маск. рота - Части ПВО: 582 полк пво, 1472 полк пво, 1473 полк пво, 397 озад, 8 рота внос - Автотранспортные части: 3 гв. авторота, 305 авторота, 647 автоб-н - Части связи: 31 опс, 13 гв. обс, 51 обс, 141 обс, 517 обс, 882 окшр, 984 окшр, 948 оэтр, кав. полуэскадрон связи, 571-я отдельная армейская авиационная эскадрилья связи - Санитарные учреждения: 9 пэп, 172 пэп, 81 ппг, 207 ппг, 504 ппг, 684 ппг, 685 ппг, 2294 ппг, 3478 ппг, 3826 ппг, 4189 ппг, 4191 ппг, 4239 инф. госп., 4270 инф. госп., 22 рота мед. усил., 36 отд. сан. отряд, 41 обм. дегаз. рота, 89 авто сан. рота, 38 кон. сан. рота, 20 взвод сан. собак, 21 взвод сан. собак - Ветеринарные учреждения: 454 вет. лазарет, 508 вет. лазарет, 581 эваковет. лазарет, вет. лазарет 6 ск - Прочие части: 1 штр. рота, 2 штр. рота, 3 штр. рота, 4 штр. рота, 42 штр. рота, 32 загр. отр., 34 загр. отр., 37 загр. отр., 38 загр. отр., 50 отд.рабочий бат.,58 рота сбор. троф., 49 дэб, 114 зап. сп, арм. учебн. б-н | - 83-й стрелковый корпус (47 сд, 119 сд, 168 сд) - 100-й стрелковый корпус (28 сд, 37 сд, 219 сд) - 110-й стрелковый корпус (48 сд, 256 сд, 268 сд) - артиллерийские и инженерные части армейского подчинения, части связи, части тыла и др. |